# Music Farm (terza edizione)
La terza edizione di Music Farm  è andata  dal 21 marzo al 9 maggio 2006, ed è stata presentata da Simona Ventura con inviato Max Novaresi.
L'orchestra è stata diretta dal maestro Fio Zanotti.
La settimana dopo la finale è andato in onda Music Star, uno speciale in cui dei personaggi famosi (Roberta Lanfranchi, Maurizia Cacciatori, Nina Morić, Max Tortora, Walter Nudo e Cristiano Malgioglio) si sono esibiti dopo aver frequentato un corso di canto individuale tenuto da un concorrente delle tre edizioni di Music Farm (Loredana Bertè, Riccardo Fogli, Franco Califano, Simone Patrizi, Ivana Spagna e Alberto Fortis). La vincitrice è stata Roberta Lanfranchi.

## Concorrenti
- Vincitore

- Secondo classificato

- Terzo classificato

- Quarto classificato

- Semifinalista

- Non semifinalista

- Non ammesso

| Piazzamento | Artista            |
| 1           | Pago               |
| 2           | Massimo Di Cataldo |
| 3           | Spagna             |
| 4           | Alberto Fortis     |
| 5           | Franco Califano    |
| 5           | Alessandro Safina  |
| 7           | Laura Bono         |
| 8           | Jenny B            |
| 9           | Silvia Mezzanotte  |
| 10          | Leda Battisti      |
| 11          | Viola Valentino    |
| NA          | Simone Patrizi     |

## Tabella eliminazioni
|                    | 1ª   | 1ª   | 1ª | 2ª | 2ª | 2ª | 2ª | 2ª | 3ª | 3ª | 3ª | 3ª | 3ª | 4ª | 4ª | 4ª | 4ª | 4ª | 5ª | 6ª | 7ª | FINALE |
| C                  | E    | F    | M  | P  | E  | V  | F  | M  | P  | E  | V  | F  | M  | P  | E  | V  | F  |    |    |    |    |        |
| ------------------ | ---- | ---- | -- | -- | -- | -- | -- | -- | -- | -- | -- | -- | -- | -- | -- | -- | -- | -- | -- | -- | -- | ------ |
| Pago               | N.D. |      | A  |    |    |    |    |    |    |    |    |    |    |    |    |    |    |    |    |    |    |        |
| Massimo Di Cataldo | 10   | N.D. | R  |    |    |    |    |    |    |    |    |    |    |    |    |    |    |    |    |    |    |        |
| Spagna             | 6    | N.D. | A  |    |    |    |    |    |    |    |    |    |    |    |    |    |    |    |    |    |    |        |
| Alberto Fortis     | 3    | N.D. | B  |    |    |    |    |    |    |    |    |    |    |    |    |    |    |    |    |    |    |        |
| Franco Califano    | 1    | N.D. | B  |    |    |    |    |    |    |    |    |    |    |    |    |    |    |    |    |    |    |        |
| Alessandro Safina  | 5    | N.D. | A  |    |    |    |    |    |    |    |    |    |    |    |    |    |    |    |    |    |    |        |
| Laura Bono         | 7    | N.D. | B  |    |    |    |    |    |    |    |    |    |    |    |    |    |    |    |    |    |    |        |
| Jenny B            | 4    | N.D. | B  |    |    |    |    |    |    |    |    |    |    |    |    |    |    |    |    |    |    |        |
| Silvia Mezzanotte  | 7    | N.D. | A  |    |    |    |    |    |    |    |    |    |    |    |    |    |    |    |    |    |    |        |
| Leda Battisti      | 1    | N.D. | A  |    |    |    |    |    |    |    |    |    |    |    |    |    |    |    |    |    |    |        |
| Viola Valentino    | 9    | N.D. | B  |    |    |    |    |    |    |    |    |    |    |    |    |    |    |    |    |    |    |        |
| Simone Patrizi     | N.D. |      |    |    |    |    |    |    |    |    |    |    |    |    |    |    |    |    |    |    |    |        |

## Dettaglio delle puntate

### Prima puntata
La prima puntata è andata in onda martedì 21 marzo 2006.

#### Esibizioni per determinare i capitani
| Artista            | Brano (cantante originale)            | Voto Giuria |
| ------------------ | ------------------------------------- | ----------- |
| Leda Battisti      | Bésame mucho (Emilio Tuero)           | 44          |
| Franco Califano    | Vita spericolata (Vasco Rossi)        | 44          |
| Alberto Fortis     | Ciao amore, ciao (Luigi Tenco)        | 41          |
| Jenny B            | It's Raining Men (Weather Girls)      | 40          |
| Alessandro Safina  | Tu ca nun chiagne                     | 39          |
| Spagna             | Almeno tu nell'universo (Mia Martini) | 34          |
| Silvia Mezzanotte  | Amore bello (Claudio Baglioni)        | 33          |
| Laura Bono         | Bello e impossibile (Gianna Nannini)  | 33          |
| Viola Valentino    | Tutta mia la città (Equipe 84)        | 27          |
| Massimo Di Cataldo | Futura (Lucio Dalla)                  | 26          |

#### Sfida diretta per l'accesso
| Artista        | Cavallo di battaglia | Brano (cantante originale)    | Televoto |
| -------------- | -------------------- | ----------------------------- | -------- |
| Pago           | Parlo di te          | Ancora (Eduardo De Crescenzo) | 52%      |
| Simone Patrizi | Se poi mi chiami     | Più su (Renato Zero)          | 48%      |

#### Formazione squadre
| Squadra A                   | Squadra B         |
| --------------------------- | ----------------- |
| Leda Battisti               | Franco Califano   |
| Alberto Fortis              | Alessandro Safina |
| Jenny B                     | Spagna            |
| Viola Valentino             | Silvia Mezzanotte |
| Laura Bono                  | Pago              |
|                             |                   |
| REIETTO: Massimo Di Cataldo |                   |

### Seconda puntata
La seconda puntata è andata in onda martedì 28 marzo 2006.

#### Medley delle squadre
|   | Caposquadra     | Componenti                                           | Brano (cantante originale)          | Televoto | Zavorra | Punteggio finale |
| - | --------------- | ---------------------------------------------------- | ----------------------------------- | -------- | ------- | ---------------- |
| A | Leda Battisti   | Alberto Fortis, Jenny B, Viola Valentino, Laura Bono | L'importante è finire (Mina)        | 43%      | -10%    | 33%              |
| A | Leda Battisti   | Alberto Fortis, Jenny B, Viola Valentino, Laura Bono | Lady Marmalade (Labelle)            | 43%      | -10%    | 33%              |
| A | Leda Battisti   | Alberto Fortis, Jenny B, Viola Valentino, Laura Bono | Rewind (Vasco Rossi)                | 43%      | -10%    | 33%              |
| B | Franco Califano | Alessandro Safina, Spagna, Silvia Mezzanotte, Pago   | Triangolo (Renato Zero)             | 57%      | 0       | 57%              |
| B | Franco Califano | Alessandro Safina, Spagna, Silvia Mezzanotte, Pago   | Ed io tra di voi (Charles Aznavour) | 57%      | 0       | 57%              |
| B | Franco Califano | Alessandro Safina, Spagna, Silvia Mezzanotte, Pago   | Pensiero stupendo (Patty Pravo)     | 57%      | 0       | 57%              |

#### Esibizioni dei perdenti
| Artista         | Brano (cantante originale)        | Voto Giuria |
| --------------- | --------------------------------- | ----------- |
| Jenny B         | Knock on Wood (Eddie Floyd)       | 42          |
| Alberto Fortis  | Dedicato a te (Le Vibrazioni)     | 39          |
| Laura Bono      | Pazza idea (Patty Pravo)          | 35          |
| Leda Battisti   | Un fiume in piena (Leda Battisti) | 33          |
| Viola Valentino | Amore disperato (Nada)            | 30          |

#### Sfida diretta per l'eliminazione
| Artista            | Cavallo di battaglia | Brano (cantante originale)        | Televoto |
| ------------------ | -------------------- | --------------------------------- | -------- |
| Massimo Di Cataldo | Se adesso te ne vai  | Careless Whisper (George Michael) | 52%      |
| Viola Valentino    | Comprami             | Piccola Katy (Pooh)               | 48%      |

#### Esibizioni dei vincitori
| Artista           | Brano (cantante originale)                        | Voto Giuria |
| ----------------- | ------------------------------------------------- | ----------- |
| Spagna            | A chi mi dice (Blue)                              | 44          |
| Franco Califano   | Un tempo piccolo (Tiromancino)                    | 39          |
| Silvia Mezzanotte | Come se non fosse stato mai amore (Laura Pausini) | 39          |
| Alessandro Safina | Ricordati di me                                   | 36          |
| Pago              | The Wild Boys (Duran Duran)                       | 32          |

#### Formazione squadre
| Squadra A              | Squadra B       |
| ---------------------- | --------------- |
| Spagna                 | Franco Califano |
| Silvia Mezzanotte      | Laura Bono      |
| Alessandro Safina      | Alberto Fortis  |
| Pago                   | Jenny B         |
| Massimo Di Cataldo     | N.D.            |
|                        |                 |
| REIETTO: Leda Battisti |                 |

### Terza puntata
La terza puntata è andata in onda martedì 4 aprile 2006.

#### Medley delle squadre
|   | Caposquadra     | Componenti                                                     | Brano (cantante originale)                               | Televoto | Zavorra | Punteggio finale |
| - | --------------- | -------------------------------------------------------------- | -------------------------------------------------------- | -------- | ------- | ---------------- |
| A | Spagna          | Silvia Mezzanotte, Alessandro Safina, Pago, Massimo Di Cataldo | Vattene amore (Mietta e Amedeo Minghi)                   |          |         |                  |
| A | Spagna          | Silvia Mezzanotte, Alessandro Safina, Pago, Massimo Di Cataldo | Insieme a te non ci sto più (Caterina Caselli)           |          |         |                  |
| A | Spagna          | Silvia Mezzanotte, Alessandro Safina, Pago, Massimo Di Cataldo | Hung Up (Madonna)                                        |          |         |                  |
| B | Franco Califano | Laura Bono, Alberto Fortis, Jenny B                            | Resta cu' mme (Domenico Modugno)                         |          |         |                  |
| B | Franco Califano | Laura Bono, Alberto Fortis, Jenny B                            | Se mi lasci non vale (Julio Iglesias)                    |          |         |                  |
| B | Franco Califano | Laura Bono, Alberto Fortis, Jenny B                            | Don't Leave Me This Way (Harold Melvin & the Blue Notes) |          |         |                  |

#### Esibizioni dei perdenti
| Artista         | Brano (cantante originale)                                   | Voto Giuria |
| --------------- | ------------------------------------------------------------ | ----------- |
| Franco Califano | Ogni volta (Antonello Venditti)                              | 44          |
| Alberto Fortis  | Milano e Vincenzo (Alberto Fortis)                           | 42          |
| Jenny B         | I Wanna Dance with Somebody (Who Loves Me) (Whitney Houston) | 38          |
| Laura Bono      | Mi vendo (Renato Zero)                                       | 31          |

#### Sfida diretta per l'eliminazione
| Artista       | Cavallo di battaglia   | Brano (cantante originale) | Televoto |
| ------------- | ---------------------- | -------------------------- | -------- |
| Leda Battisti | L’acqua al deserto     | Emozioni (Lucio Battisti)  | %        |
| Laura Bono    | Non credo nei miracoli | Gloria (Umberto Tozzi)     | %        |

#### Esibizioni dei vincitori
| Artista            | Brano (cantante originale)        | Voto Giuria |
| ------------------ | --------------------------------- | ----------- |
| Spagna             | Nell'aria (Marcella Bella)        | 44          |
| Silvia Mezzanotte  | Donna con te (Anna Oxa)           | 42          |
| Alessandro Safina  | My Way (Frank Sinatra)            | 38          |
| Pago               | Fuoco nel fuoco (Eros Ramazzotti) | 33          |
| Massimo Di Cataldo | Joe Temerario (Ron)               | 29          |

#### Formazione squadre
| Squadra A                   | Squadra B         |
| --------------------------- | ----------------- |
| Spagna                      | Silvia Mezzanotte |
| Alessandro Safina           | Franco Califano   |
| Pago                        | Alberto Fortis    |
| Laura Bono                  | Jenny B           |
|                             |                   |
| REIETTO: Massimo Di Cataldo |                   |

### Quarta puntata
La quarta puntata è andata in onda martedì 12 aprile 2006.

#### Medley delle squadre
|   | Caposquadra       | Componenti                               | Brano (cantante originale)               | Televoto | Zavorra | Punteggio finale |
| - | ----------------- | ---------------------------------------- | ---------------------------------------- | -------- | ------- | ---------------- |
| A | Spagna            | Alessandro Safina, Pago, Laura Bono      | Feel (Robbie Williams)                   |          |         |                  |
| A | Spagna            | Alessandro Safina, Pago, Laura Bono      | Latin Lover (Cesare Cremonini)           |          |         |                  |
| A | Spagna            | Alessandro Safina, Pago, Laura Bono      | Bravi ragazzi (Miguel Bosé)              |          |         |                  |
| B | Silvia Mezzanotte | Franco Califano, Alberto Fortis, Jenny B | Susanna (Vasco Rossi)                    |          |         |                  |
| B | Silvia Mezzanotte | Franco Califano, Alberto Fortis, Jenny B | Roxanne (The Police)                     |          |         |                  |
| B | Silvia Mezzanotte | Franco Califano, Alberto Fortis, Jenny B | Bocca di Rosa (Fabrizio De André)        |          |         |                  |
| B | Silvia Mezzanotte | Franco Califano, Alberto Fortis, Jenny B | Oops!... I Did It Again (Britney Spears) |          |         |                  |

#### Esibizioni dei vincitori
| Artista           | Brano (cantante originale)        | Voto Giuria |
| ----------------- | --------------------------------- | ----------- |
| Spagna            | Moonlight Shadow (Mike Oldfield)  | 42          |
| Pago              | Gold (Spandau Ballet)             | 35          |
| Alessandro Safina | Perdere l'amore (Massimo Ranieri) | 33          |
| Laura Bono        | E la luna bussò (Loredana Bertè)  | 33          |

#### Esibizioni dei perdenti
| Artista           | Brano (cantante originale)         | Voto Giuria |
| ----------------- | ---------------------------------- | ----------- |
| Jenny B           | E poi (Giorgia)                    | 47          |
| Franco Califano   | Azzurro (Adriano Celentano)        | 44          |
| Alberto Fortis    | Cleptomania (Sugarfree)            | 39          |
| Silvia Mezzanotte | Luce (tramonti a nord est) (Elisa) | 36          |

#### Sfida diretta per l'eliminazione
| Artista            | Cavallo di battaglia | Brano (cantante originale)                                  | Televoto |
| ------------------ | -------------------- | ----------------------------------------------------------- | -------- |
| Massimo Di Cataldo | Che sarà di me       | Notte prima degli esami (Antonello Venditti)                | 70 %     |
| Silvia Mezzanotte  | Messaggio d'amore    | There Must Be an Angel (Playing with My Heart) (Eurythmics) | 30 %     |

#### Formazione squadre
| Squadra A          | Squadra B       |
| ------------------ | --------------- |
| Spagna             | Pago            |
| Massimo Di Cataldo | Franco Califano |
| Alessandro Safina  | Laura Bono      |
| Alberto Fortis     | N.D.            |
|                    |                 |
| REIETTO: Jenny B   |                 |

## Ascolti
| Puntata    | Messa in onda  | Telespettatori | Share  |
| ---------- | -------------- | -------------- | ------ |
| 1          | 21 marzo 2006  | 2.952.000      | 13,98% |
| 2          | 28 marzo 2006  | 2.654.000      | 12,65% |
| 3          | 4 aprile 2006  | 2.467.000      | 12,92% |
| 4          | 11 aprile 2006 | N.D.           | N.D.   |
| 5          | 18 aprile 2006 | 2.605.000      | 12,70% |
| 6          | 25 aprile 2006 | 2.564.000      | 14,11% |
| Semifinale | 2 maggio 2006  | 2.795.000      | 14,96% |
| Finale     | 9 maggio 2006  | 2.733.000      | 14,09% |
| Media      | Media          | 2.629.000      | 13,15% |